# Fresnières
Fresnières est une commune française située dans le département de l'Oise en région Hauts-de-France.

## Géographie
Fresnières est un village rural du Santerre du nord de l'Oise, limitrophe du département de la Somme, situé à 9 km à vol d'oiseau  au sud de Roye, 24 km au sud-ouest de Ham, 14 km au nord-ouest de Noyon, 22 km au nord de Compiègne et 39 km au nord-est de Clermont.
Il est desservi par la RD 149 qui me relie à Roye et à Lassigny, et par la RD 160, d'intérêt plus local.
En 1850, Louis Graves indiquait que « la commune de Fresnières est assise dans la plaine de la région septentrionale du canton, qui se lie au pays de Santerre ; le village ne forme qu'un eseule rue rendue impraticable en hiver par la nature trop argileuse du sol : cet état permanent de dégradation des chemins, qui empêche les communications, est une cause d'appauvrissement pour le pays. Il n'y a point d'eau sur le territoire, qui est couvert de bois au nord et à l'ouest ».

### Hydrographie
La commune est traversée par la ligne de partage des eaux entre les bassins hydrographiques Artois-Picardie et Seine-Normandie. Elle n'est drainée par aucun cours d'eau.

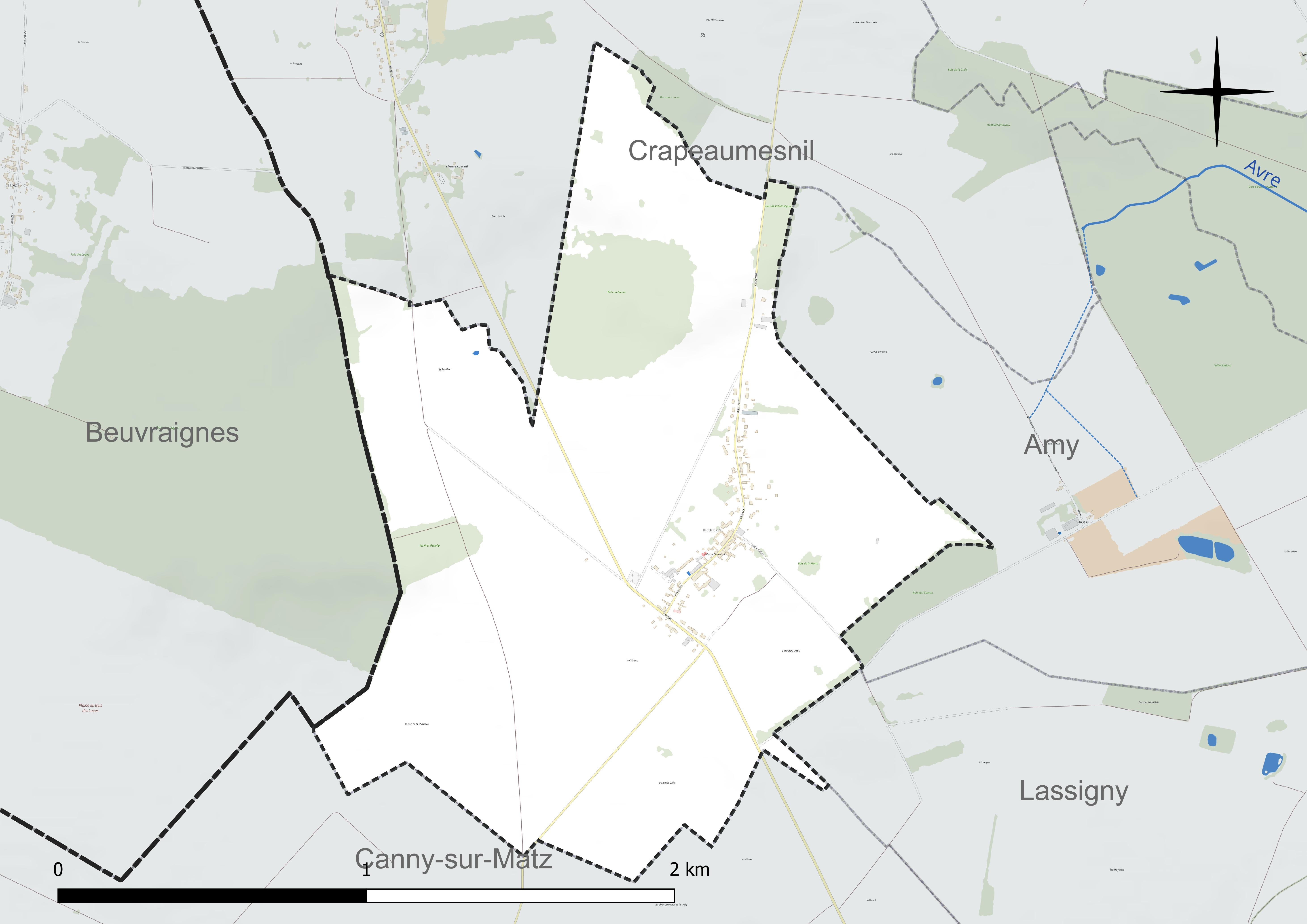
Réseau hydrographique de Fresnières.

### Climat
Pour des articles plus généraux, voir Climat des Hauts-de-France et Climat de l'Oise.
En 2010, le climat de la commune est de type climat océanique dégradé des plaines du Centre et du Nord, selon une étude du CNRS s'appuyant sur une série de données couvrant la période 1971-2000. En 2020, Météo-France publie une typologie des climats de la France métropolitaine dans laquelle la commune est exposée à un climat océanique et est dans la région climatique  Nord-est du bassin Parisien, caractérisée par un ensoleillement médiocre, une pluviométrie moyenne régulièrement répartie au cours de l'année et un hiver froid (3 °C). 
Pour la période 1971-2000, la température annuelle moyenne est de 10,4 °C, avec une amplitude thermique annuelle de 14,6 °C. Le cumul annuel moyen de précipitations est de 700 mm, avec 11 jours de précipitations en janvier et 8,6 jours en juillet. Pour la période 1991-2020, la température moyenne annuelle observée sur la station météorologique la plus proche, située sur la commune de Rouvroy-en-Santerre à 18 km à vol d'oiseau, est de 10,8 °C et le cumul annuel moyen de précipitations est de 635,8 mm,. Pour l'avenir, les paramètres climatiques de la commune estimés pour 2050 selon différents scénarios d'émission de gaz à effet de serre sont consultables sur un site dédié publié par Météo-France en novembre 2022.

## Urbanisme

### Typologie
Au 1er janvier 2024, Fresnières est catégorisée commune rurale à habitat dispersé, selon la nouvelle grille communale de densité à sept niveaux définie par l'Insee en 2022.
Elle est située hors unité urbaine. Par ailleurs la commune fait partie de l'aire d'attraction de Compiègne, dont elle est une commune de la couronne,. Cette aire, qui regroupe 101 communes, est catégorisée dans les aires de 50 000 à moins de 200 000 habitants,.

### Occupation des sols
L'occupation des sols de la commune, telle qu'elle ressort de la base de données européenne d'occupation biophysique des sols Corine Land Cover (CLC), est marquée par l'importance des territoires agricoles (88,4 % en 2018), une proportion identique à celle de 1990 (88,4 %). La répartition détaillée en 2018 est la suivante : 
terres arables (70,8 %), prairies (17,6 %), zones urbanisées (10,1 %), forêts (1,5 %). L'évolution de l'occupation des sols de la commune et de ses infrastructures peut être observée sur les différentes représentations cartographiques du territoire : la carte de Cassini (XVIIIe siècle), la carte d'état-major (1820-1866) et les cartes ou photos aériennes de l'IGN pour la période actuelle (1950 à aujourd'hui).

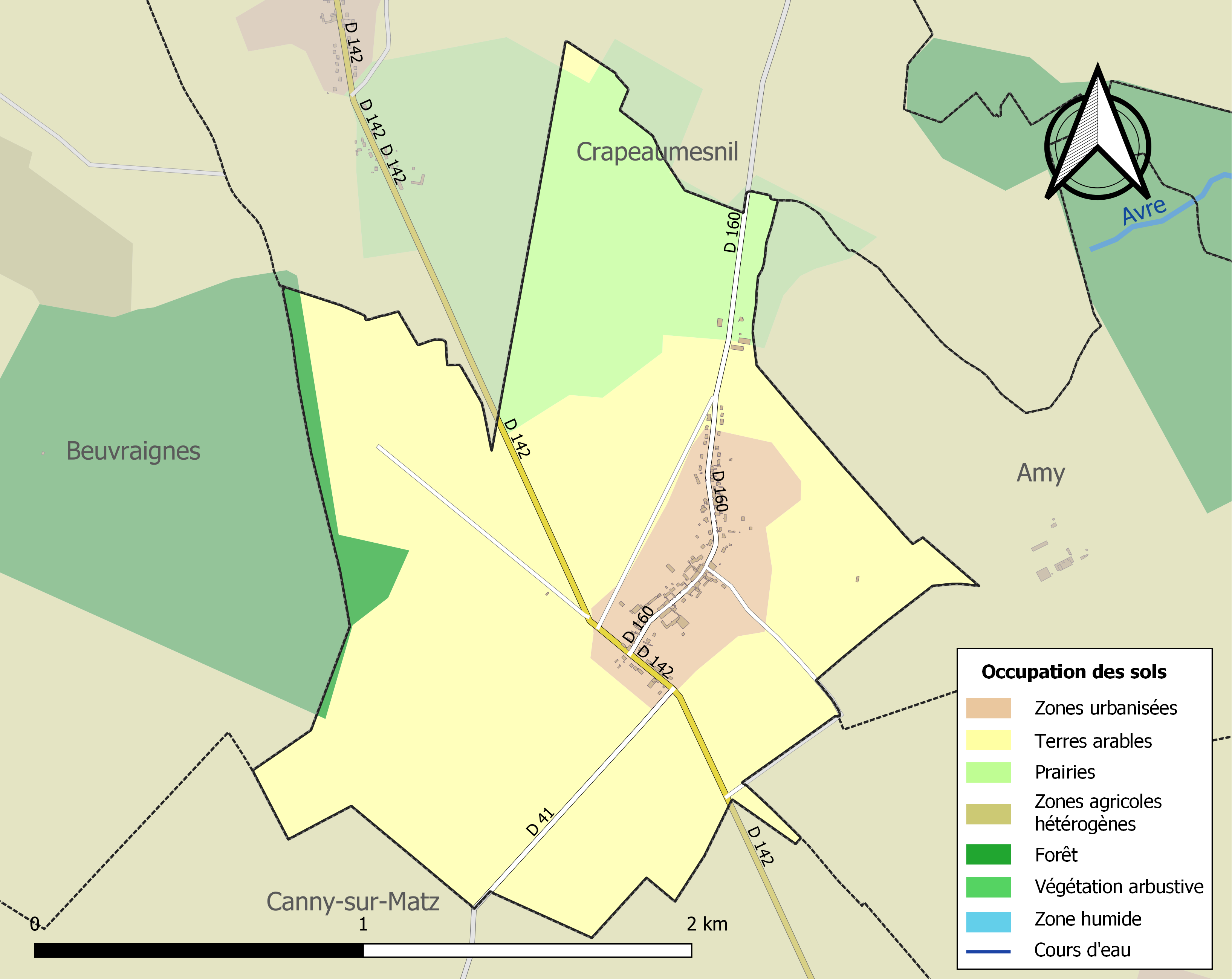
Carte des infrastructures et de l'occupation des sols de la commune en 2018 (CLC).

### Habitat et logement
En 2019, le nombre total de logements dans la commune était de 68, alors qu'il était de 68 en 2014 et de 60 en 2009.
Parmi ces logements, 95,6 % étaient des résidences principales, 0 % des résidences secondaires et 4,4 % des logements vacants. Ces logements étaient pour 98,6 % d'entre eux des maisons individuelles et pour 1,4 % des appartements.
Le tableau ci-dessous présente la typologie des logements à Fresnières en 2019 en comparaison avec celle de l'Oise et de la France entière. Une caractéristique marquante du parc de logements est ainsi une proportion de résidences secondaires et logements occasionnels (0 %) inférieure à celle du département (2,4 %) et à celle de la France entière (9,7 %). Concernant le statut d'occupation de ces logements, 90,9 % des habitants de la commune sont propriétaires de leur logement (93,8 % en 2014), contre 61,4 % pour l'Oise et 57,5 pour la France entière.
| Typologie                                               | Fresnières | Oise | France entière |
| ------------------------------------------------------- | ---------- | ---- | -------------- |
| Résidences principales (en %)                           | 95,6       | 90,4 | 82,1           |
| Résidences secondaires et logements occasionnels (en %) | 0          | 2,4  | 9,7            |
| Logements vacants (en %)                                | 4,4        | 7,1  | 8,2            |

### Voies de communication et transports
La commune est desservie, en 2023, par les lignes 655, 674 et 6307 du réseau interurbain de l'Oise.

## Toponymie
Le nom de la localité est attesté sous les formes ecclesiam de Fraxino (vers 1136) ; Fenerioe (1146) ; Fresnerioe (1184) ; Frainieres (vers 1300) ; Freniere (XVIIe) ; Frenières (1730) ; Fresnières (XIXe).

Le nom du village semble dérivé d'un lieu planté de frênes (fraxinus). De l'oil fraisne et du suffixe collectif -iére : « bois de frênes ».

## Histoire

### Moyen Âge
Un château fort doté de huit tours se trouve au Moyen Âge à Fresnières. Un second château fort semble avoir existé  au lieu-dit le Château de Plaisance. À la fin du XIXe siècle, on y voyait encore les vestiges d'une enceinte circulaire de vingt mètres de diamètre, entourée de fossés larges et profonds, au centre desquels se trouvait une motte d'au moins cent soixante mètres de circonférence, dans laquelle se trouvaient des fondations du bâtiment.
Louis Graves indiquait en 1850 « il y a dans le village un emplacement qu'on croit avoir été occupé par un établissement de Templiers : on y trouve beaucoup d'ossements, et on y a recueilli des médailles romaines ».

### Temps modernes
Le duc du Châtelet, seigneur de Fresnières, obtient du roi Louis XIV des subsides pour reconstruire l'église, dont le chantier s'achève en 1730. Il fait démolir l'ancien château fort, « ruiné par les guerres », qu'il remplace par un nouveau.
Sous l'Ancien Régime, Fresnières fait  partie du bailliage et du grenier à sel de Roye, de l'élection de Noyon et de l'intendance de Soissons.

### Époque contemporaine
En 1850, Fresnières compte 58 maisons et ses habitants sont principalement des bûcherons et des laboureurs.
Le Père Enfantin a des émules à Fresnières, où un phalanstère est construit sans toutefois être achevé.
En 1911, le village compte 55 maisons, 46 ménages et 155 habitants.

#### Première Guerre mondiale
Dès le début de  la guerre, le village est envahi le 30 août 1914 par l'armée allemande et il se trouve sur la  ligne de front ensuite, notamment lors de la course à la mer. Parmi la partie des habitants demeurés sur place, les hommes en âge de se battre sont faits prisonniers et déportés en Allemagne.
La commune est continuellement prise sous le feu des bombardements.
Elle est temporairement libérée le 18 mars 1917, lors du retrait allemand de l'Opération Alberich, et  demeure en zone avancée alliée sous contrôle militaire strict. Des essais de canons de tranchées y sont réalisés en septembre 1917 en présence des généraux Humbert et Pétain. Occupée à nouveau le juin 1918, Fresnières, totalement rasée, n'est définitivement libérée que le 23 août 1918. Des monuments tels que le petit château Renaissance ou l'église, il ne reste aujourd'hui plus rien. Quelques traces de tranchées subsistent dans le bois des Loges tout proche.

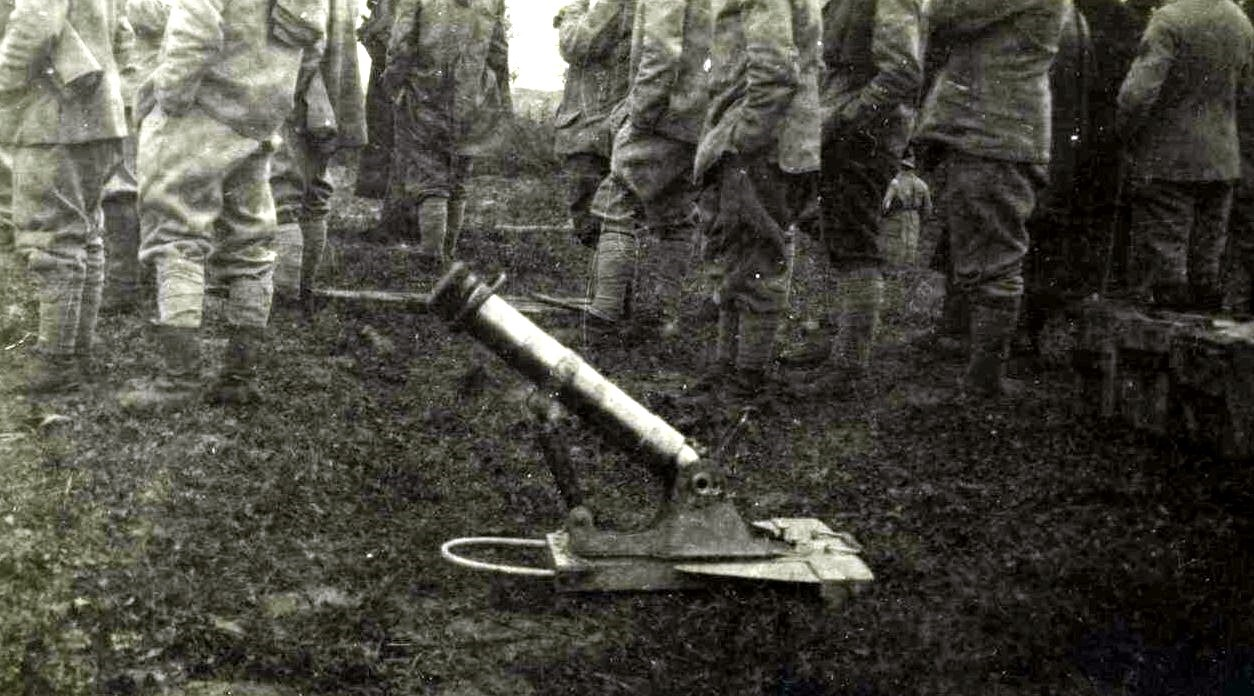
Essai d'un mortier de 75 Jouhandeau-Deslandres en septembre 1917
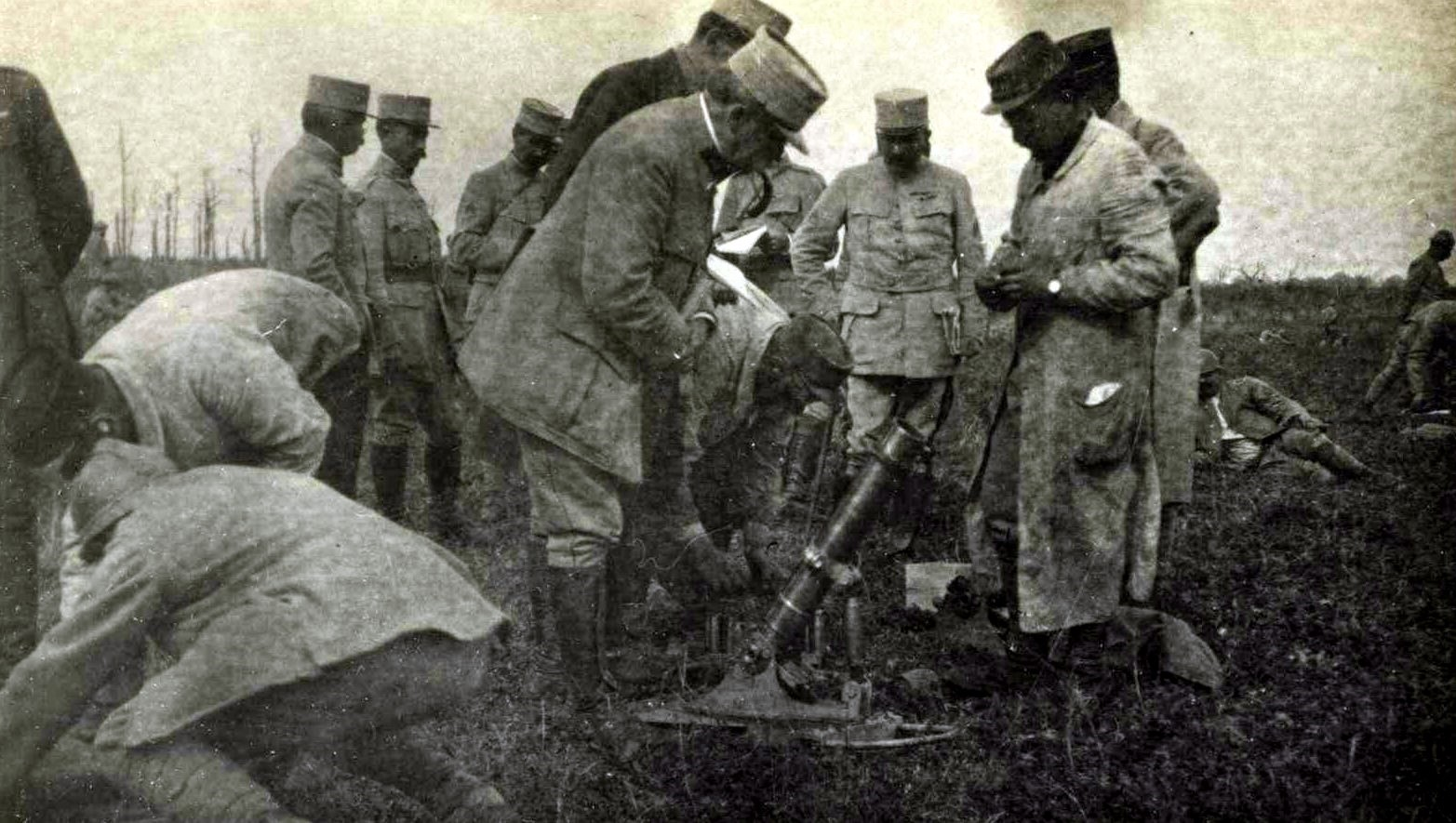
Autre image du même essai

Elle  a été décorée de la Croix de guerre 1914-1918 le 21 février 1921.

## Politique et administration

### Rattachements administratifs et électoraux

#### Rattachements administratifs
La commune se trouve dans l'arrondissement de Compiègne du département de l'Oise.  
Elle faisait partie depuis 1793 du canton de Lassigny. Dans le cadre du redécoupage cantonal de 2014 en France, cette circonscription administrative territoriale a disparu, et le canton n'est plus qu'une circonscription électorale.

#### Rattachements électoraux
Pour les élections départementales, la commune fait partie depuis 2014 du canton  de Thourotte
Pour l'élection des députés, elle fait partie de la sixième circonscription de l'Oise.

### Intercommunalité
Fresnières est membre de la communauté de communes du Pays des Sources, un établissement public de coopération intercommunale (EPCI) à fiscalité propre créé en 1997 et auquel la commune a transféré un certain nombre de ses compétences, dans les conditions déterminées par le code général des collectivités territoriales.

### Liste des maires
| Période                                  | Période                         | Identité           | Étiquette | Qualité        |
| ---------------------------------------- | ------------------------------- | ------------------ | --------- | -------------- |
| Les données manquantes sont à compléter. |                                 |                    |           |                |
| 1920                                     | mars 1977                       | Gaston Bussy       |           |                |
| mars 1977                                | mars 2008                       | Marcel Baudry      |           |                |
| mars 2008                                | mai 2020                        | M. Claude Fournier |           | Agriculteur    |
| mai 2020                                 | En cours (au 13 septembre 2022) | Jean-Claude Gout   |           | Cadre retraité |

## Équipements et services publics

### Enseignement
Les enfants de la commune sont scolarisés avec ceux de Lassigny, de Plessis-de-Roye, Gury et de Crapeaumesnil dans le cadre d'un regroupement pédagogique intercommunal (RPI).

## Population et société

### Démographie

#### Évolution démographique
L'évolution du nombre d'habitants est connue à travers les recensements de la population effectués dans la commune depuis 1793. Pour les communes de moins de 10 000 habitants, une enquête de recensement portant sur toute la population est réalisée tous les cinq ans, les populations de référence des années intermédiaires étant quant à elles estimées par interpolation ou extrapolation. Pour la commune, le premier recensement exhaustif entrant dans le cadre du nouveau dispositif a été réalisé en 2008.

En 2022, la commune comptait 157 habitants, en évolution de −4,27 % par rapport à 2016 (Oise : +0,87 %, France hors Mayotte : +2,11 %).
| 1793 | 1800 | 1806 | 1821 | 1831 | 1836 | 1841 | 1846 | 1851 |
| ---- | ---- | ---- | ---- | ---- | ---- | ---- | ---- | ---- |
| 192  | 178  | 234  | 217  | 243  | 255  | 259  | 265  | 240  |

| 1856 | 1861 | 1866 | 1872 | 1876 | 1881 | 1886 | 1891 | 1896 |
| ---- | ---- | ---- | ---- | ---- | ---- | ---- | ---- | ---- |
| 229  | 240  | 231  | 226  | 249  | 203  | 182  | 178  | 159  |

| 1901 | 1906 | 1911 | 1921 | 1926 | 1931 | 1936 | 1946 | 1954 |
| ---- | ---- | ---- | ---- | ---- | ---- | ---- | ---- | ---- |
| 146  | 160  | 153  | 35   | 88   | 90   | 87   | 105  | 102  |

| 1962 | 1968 | 1975 | 1982 | 1990 | 1999 | 2006 | 2008 | 2013 |
| ---- | ---- | ---- | ---- | ---- | ---- | ---- | ---- | ---- |
| 88   | 118  | 101  | 94   | 113  | 123  | 158  | 168  | 168  |

| 2018 | 2022 | - | - | - | - | - | - | - |
| ---- | ---- | - | - | - | - | - | - | - |
| 164  | 157  | - | - | - | - | - | - | - |

#### Pyramide des âges
La population de la commune est relativement jeune.
En 2018, le taux de personnes d'un âge inférieur à 30 ans s'élève à 34,2 %, soit en dessous de la moyenne départementale (37,3 %). À l'inverse, le taux de personnes d'âge supérieur à 60 ans est de 20,8 % la même année, alors qu'il est de 22,8 % au niveau départemental.
En 2018, la commune comptait 80 hommes pour 84 femmes, soit un taux de 51,22 % de femmes, légèrement supérieur au taux départemental (51,11 %).
Les pyramides des âges de la commune et du département s'établissent comme suit.
| Hommes | Classe d’âge | Femmes |
| ------ | ------------ | ------ |
| 3,8    | 90 ou +      | 2,4    |
| 5,0    | 75-89 ans    | 8,3    |
| 8,8    | 60-74 ans    | 13,1   |
| 30,0   | 45-59 ans    | 19,0   |
| 18,8   | 30-44 ans    | 22,6   |
| 10,0   | 15-29 ans    | 14,3   |
| 23,8   | 0-14 ans     | 20,2   |

| Hommes | Classe d’âge | Femmes |
| ------ | ------------ | ------ |
| 0,5    | 90 ou +      | 1,4    |
| 5,5    | 75-89 ans    | 7,6    |
| 15,6   | 60-74 ans    | 16,3   |
| 20,8   | 45-59 ans    | 20     |
| 19,4   | 30-44 ans    | 19,4   |
| 17,6   | 15-29 ans    | 16,2   |
| 20,6   | 0-14 ans     | 19,1   |

## Culture locale et patrimoine

### Lieux et monuments
- L'église de l'Assomption Notre-Dame, reconstruite après les destructions de la Première Guerre mondiale en 1929-1930 sur les plans de l'architecte Prêtre. Elle préserve un souvenir de l'édifice précédent sous son porche : une plaque commémorative rappelant sa restauration en 1822-23 grâce aux dons du comte d'Artois et du duc d'Angoulême.
L'édifice, mélange de style néo-roman et de style art déco, est bâti en pierres taillées avec bossage et comprend le traditionnel massif de façade avec porche encadré par un baptistère et l'accès au clocher, une nef unique de trois travées, un transept débordant et une abside à cinq pans[28].

### Personnalités liées à la commune
Le nom de certains seigneurs de Fresnières nous est parvenu. Emile Coët indique que « la famille du Châtelet posséda longtemps la terre de Fresnières » : 
- Claude du Châtelet, seigneur de Fresnières et de Moyencourt, se marie avec Louise La Chaussée. Leur fils, Laurent, seigneur de Fresnières, se marie le 13 novembre 1624,  à Louise de Saint-Simon[14].

- Anne-Marie du Châtelet, fille de Laurent du Châtelet et de Catherine Favier de Bains, se marie le 1er juillet 1659 avec Jacques-François Choiseul, lieutenant général au gouvernement de Champagne ; elle meurt le 6 mai 1705, âgée de soixante-un ans, à l'abbaye Saint-Pierre de Poulangy, diocèse de Langres. Parmi ses douze enfants, on note Jacques du Châtelet, seigneur de Fresnières, conseiller au grand Conseil. Il épouse en 1669, Madeleine Niquery, qui meurt  le 3 juin 1714, sans lui laisser d'enfants[14].

La maison du Châtelet est maintenue dans l'état de noblesse par un jugement du 11 janvier 1706.